# V467 Девы
V467 Девы (лат. V467 Virginis), HD 116274 — двойная затменная переменная звезда типа W Большой Медведицы (EW) в созвездии Девы на расстоянии приблизительно 848 световых лет (около 260 парсек) от Солнца. Визуальная звёздная величина звезды — от +9,72m до +9,28m. Орбитальный период — около 0,6046 суток (14,51 часа). Возраст звезды определён как около 1,081 млрд лет.
Открыта Майклом Д. Коппельманом и Патриком Уилсом в 2004 году*.

## Характеристики
Первый компонент — жёлто-белая звезда спектрального класса F0V, или F0, или A7IV. Масса — около 1,525 солнечной, радиус — около 2,08 солнечного, светимость — около 8,995 солнечной. Эффективная температура — около 6821 K.
Второй компонент — жёлто-белая звезда спектрального класса F. Эффективная температура — около 7300 K.